# Bellona (Italia)
Bellona es un municipio situado en el territorio de la provincia de Caserta, en la Campania (Italia).

## Demografía
| Gráfica de evolución demográfica de Bellona entre 1861 y 2001 |
|                                                               |
| Fuente ISTAT - elaboración gráfica de Wikipedia               |

## Historia
Por su resistencia a la ocupación nazi durante la Segunda Guerra Mundial, la población fue condecorada con una medalla de oro al valor militar.